# Vogal anterior fechada arredondada
A vogal anterior fechada arredondada é um tipo de som vocálico usado em algumas línguas, o símbolo usado no Alfabeto Fonético Internacional para representar este som é ⟨y⟩. É representada no X-SAMPA também como ⟨y⟩.
Apesar de não existir em português, é conhecida como o "U francês" ou o "Ü alemão".

## Características
- É uma vogal fechada porque a língua é posicionada o mais perto possível do céu da boca sem criar uma constrição que a classificaria como uma consoante.
- É uma vogal anterior porque a língua é posta o mais à frente o possível sem criar uma constrição que a classificaria como uma consoante.
- É uma vogal arredondada porque os lábios são arredondados e a sua superfície interior, exposta.

## Ocorrências
| Idioma      | Palavra         | AFI        | Significado | Notas                     |
| ----------- | --------------- | ---------- | ----------- | ------------------------- |
| Alemão      | über            | [ˈyːbɐ]    | acima       | Ver fonologia do alemão   |
| Dinamarquês | yde             | [ˈyːð̞ə]    | suprir      |                           |
| Francês     | chute           | [ʃyt]      | queda       | Ver fonologia do francês. |
| Mongol      | түймэр (tüimer) | [tʰyːmɘɾɘ̆] | incêndio    |                           |
| Mandarim    | 書 (syu1)       | [syː˥]     | livro       |                           |